# Athysanus lugubris
Athysanus lugubris är en insektsart som beskrevs av Melichar 1896. Athysanus lugubris ingår i släktet Athysanus och familjen dvärgstritar. Inga underarter finns listade i Catalogue of Life.